# Rüya
Rüya è un serial televisivo drammatico turco composto da 10 puntate, trasmesso su Show TV dal 18 luglio al 24 settembre 2017. È diretto da Cemal Şan, scritto da Ece Yörenç, prodotto da Gold Film ed ha come protagonisti Hazal Filiz Küçükköse, Ceyhun Mengiroğlu e Ulaş Tuna Astepe.

## Trama
Elif Ardalı è una ragazza che vive con il padre biologico, Faysal, suo fratello maggiore İnan, la sua matrigna Gülendam e la sua sorellastra Cemre e per guadagnarsi da vivere lavora in un negozio di abbigliamento.

## Episodi
| Stagione       | Episodi | Prima TV Turchia | Prima TV Italia |
| -------------- | ------- | ---------------- | --------------- |
| Prima stagione | 10      | 2017             | inedita         |

### Prima stagione (2017)
| n° | Titolo originale | Prima TV Turchia  |
| -- | ---------------- | ----------------- |
| 1  | 1. Bölüm         | 18 luglio 2017    |
| 2  | 2. Bölüm         | 25 luglio 2017    |
| 3  | 3. Bölüm         | 1º agosto 2017    |
| 4  | 4. Bölüm         | 8 agosto 2017     |
| 5  | 5. Bölüm         | 15 agosto 2017    |
| 6  | 6. Bölüm         | 22 agosto 2017    |
| 7  | 7. Bölüm         | 5 settembre 2017  |
| 8  | 8. Bölüm         | 10 settembre 2017 |
| 9  | 9. Bölüm         | 17 settembre 2017 |
| 10 | 10. Bölüm        | 24 settembre 2017 |

## Personaggi e interpreti

### Personaggi principali
- Elif Ardalı (episodi 1-10), interpretata da Hazal Filiz Küçükköse.
- Bulut Giray (episodi 1-10), interpretato da Ceyhun Mengiroğlu.
- Alaz Noyan (episodi 1-10), interpretato da Ulaş Tuna Astepe.
- Ruhşan Giray (episodi 1-10), interpretata da Özge Özder.
- Cihan Giray (episodi 1-10), interpretato da Atilla Saral.
- İpek Giray (episodi 1-10), interpretata da Devrim Özkan.
- Gülendam Büküm Ardalı (episodi 1-10), interpretata da Özge Sezince Varley.
- Faysal Ardalı (episodi 1-10), interpretato da Turgut Tuncalp.
- Inan Ardali Ardalı (episodi 1-10), interpretato da Emir Çubukçu.
- Cemre Büküm Ardalı (episodi 1-10), interpretata da İlayda Alişan.
- Vuslat Akarsu (episodi 1-10), interpretata da Goncagül Sunar.
- Yıldiz Akarsu (episodi 1-10), interpretata da Funda Bostanlik.
- Sahika Aslan (episodi 1-3, 5-9), interpretata da Buse Varol.
- Ihsan (episodi 1-10), interpretato da Kadir Tatas.
- Sirri (episodi 1-10), interpretato da Onur Bilge.

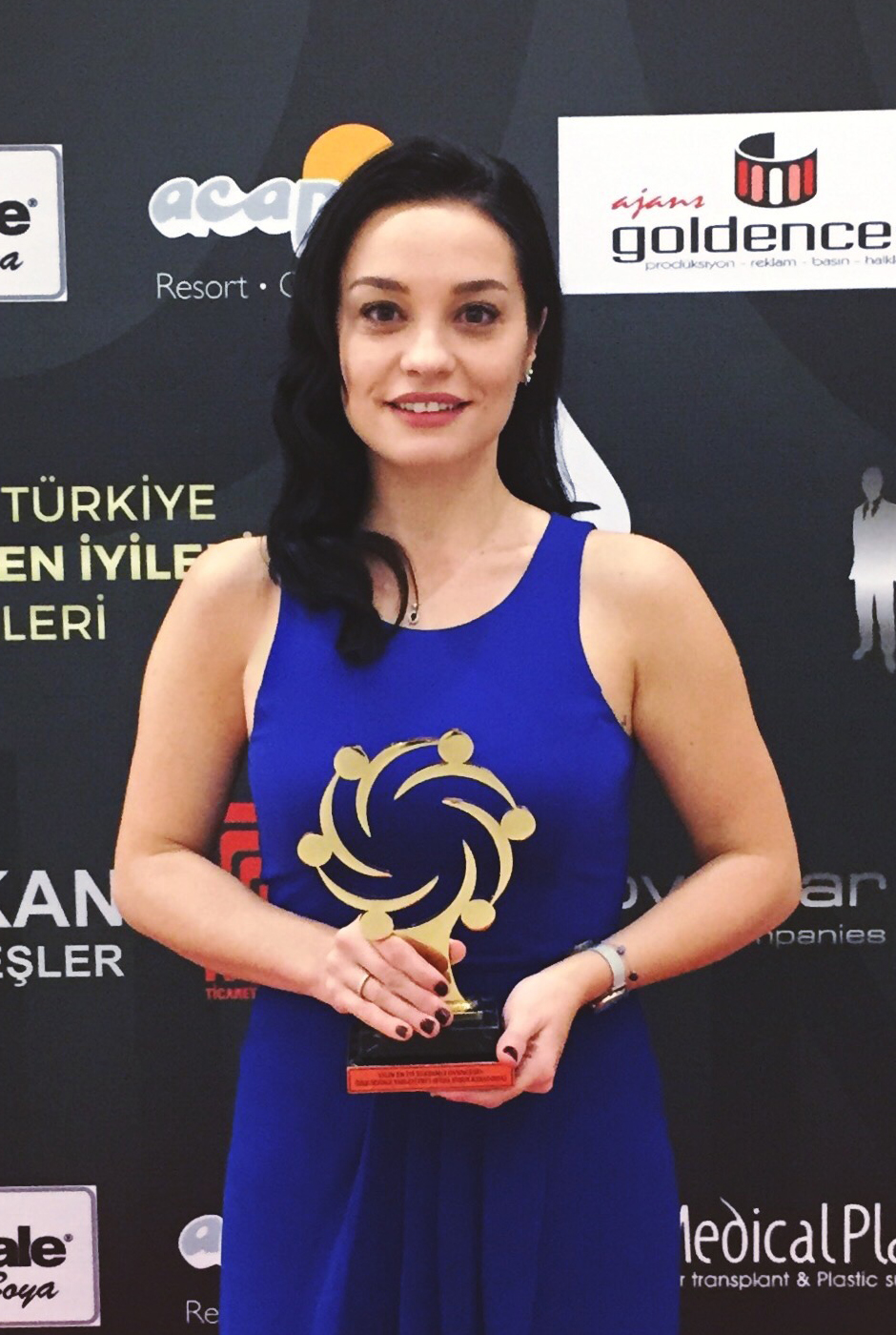
Özge Sezince Varley interpreta Gülendam Büküm Ardalı
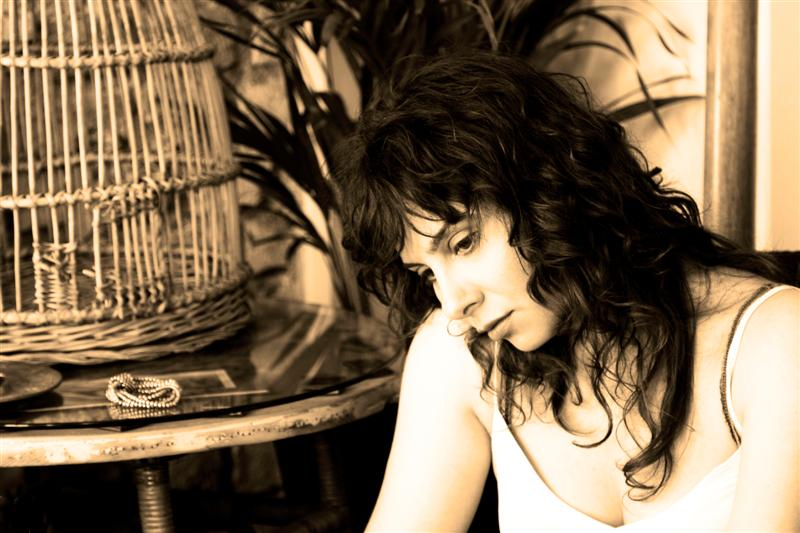
Goncagül Sunar interpreta Vuslat Akarsu

### Personaggi secondari
- Ozan (episodio 1), interpretato da Ali Oguz Senol.
- Nuran (episodi 1-2), interpretata da Özlem Baskaya.
- Münevver (episodi 1-2), interpretata da Belma Mamati.
- Selami (episodi 1-4, 6), interpretato da Yildirim Simsek.
- Sefer (episodi 1-9), interpretato da Eren Carus.
- Songül (episodi 2-5), interpretato da Öznur Ön.
- Selma (episodi 2-10), interpretata da Belgin Erdogan.
- Kaan (episodio 3), interpretato da Remzi Ugur Özger.
- Fotografo (episodio 3), interpretato da Irfan Özmen.
- Nuri (episodi 3-10), interpretato da Vural Ceylan.
- Pugile (episodio 8), interpretato da Burhan Kocatas.
- Eren (episodio 8), interpretato da Ozan Sezgin.
- Balikçi (episodio 9), interpretato da Erdal Isik.
- Vahap (episodio 9), interpretato da Recep Ercan Öner.
- Sefer Anne (episodio 9), interpretata da Canan Öztürk.
- Canip (episodi 9-10), interpretato da Erhan Hasanoglu.

## Produzione
La serie è diretta da Cemal Şan, scritta da Ece Yörenç e prodotta da Gold Film.

### Riprese
Le riprese della serie sono state effettuate a Istanbul, in particolare nei quartieri di Levent, Nişantaşı e Bebek.